# German Skurygin
German Skurygin (em russo: Герман Скурыгин; Udmúrtia, 15 de setembro de 1963 – Ijevsk, 28 de novembro de 2008) foi um atleta russo de marcha atlética.
Venceu, originalmente, os 50 km marcha nos Campeonatos Mundiais de 1999, mas a medalha foi-lhe retirada na sequência de um teste anti-dopagem. Como consequência, foi suspenso entre 1999 e 2001. Mais tarde, obteria a medalha de prata na Taça do Mundo de Marcha Atlética de 2002 e nos Campeonatos Mundiais de 2003, sempre na distância de 50 quilómetros.
Morreu em 2008, vítima de uma crise cardíaca.